# يليز يلماز
يليز يلماز مواليد 19 أغسطس 1980 في إسطنبول، هي لاعبة كرة يد تركية تلعب كظهير أيمن. مثلت منتخب تركيا لكرة اليد للسيدات. حققت المركز الثاني في ألعاب البحر الأبيض المتوسط 2009.

## الإنجازات
- الدوري التركي لكرة اليد للسيدات :
  - الفوزs (4): 1997–98، 2003–04، 2004–05، 2010–11
  - الوصافة (5): 2007–08، 2008–09، 2009–10، 2011–12، 2013–13